# 栾恩杰
栾恩杰（1940年11月—），男，满族，辽宁沈阳人，生于吉林白城，中国导弹控制技术专家和航天工程管理专家，国际宇航科学院院士，中国工程院院士，中国宇航学会名誉理事长，原中国科学技术协会副主席、国防科学技术工业委员会副主任、中国嫦娥工程总指挥，中国载人航天工程副总指挥，第十届全国政协常委，原国家航天局局长。

## 生平
栾恩杰是沈阳双城子村（今辽宁省沈阳市），1940年出生于满洲国龙江省治下的白城子（时属白城县，今为吉林省白城市）。童年在齐齐哈尔度过。
1965年本科毕业于哈尔滨工业大学自动控制专业。1968年研究生毕业于清华大学精密仪器专业。
1993年出任国家航天局副局长。1998年升任国家航天局局长，兼国防科工委副主任。2001年6月，中国科学技术协会第六次全国代表大会召开，并选举其出任第六届全国委员会副主席。2004年担任嫦娥工程总指挥。2006年5月，中国科学技术协会第七届全国代表大会召开，选举产生第七届委员会，他当选为副主席。